# قشلاق نرة كش
قشلاق نرة كش هي قرية في مقاطعة كليبر، إيران. عدد سكان هذه القرية هو 88 في سنة 2006.